# Volker Blumkowski
Volker Blumkowski (1956, Salzgitter, RFA) est un peintre allemand.

## Formation
- 1977-1984 : École des Beaux-Arts de Stuttgart chez Moritz Baumgartl et K.R.H. Sonderborg.
- 1978-1979 : Bourse pour un séjour à Rome et à Florence.
- 1982 : Prix de peinture et de dessin de la Fondation Rotary.
- 1982-1983 : Responsable de la création et de la conception des nouvelles fresques de l'église St-Pelagius à Rottweil.
- 1985-1987 : Chargé des cours de dessin figuratif à l'école des Beaux-Arts de Stuttgart chez Dicter Gross.
- 1987 : Bourse et séjour a la colonie d'artistes de Fischierhude, Bremen.
- 1987-1988 : Paris - Bourse de la Fondation Haake, Stuttgart.

## Expositions personnelles (choix)
- 1986          Kunstverein, Ludwigshafen - Birkenheide.
- 1987          Kunstitut, Stuttgart.
- 1988          Galerie im Heppächer, Esslingen.
- 1990          Galerie Efté, Paris.
- 1991          Galerie im Heppächer Esslingen
- 1992          Galerie Ulrich Gering, Frankfurt am Main
- 1993          Kunststiftung Baden Württemberg
- 1994          "Schichtwechsel", Städtische Galerie Tuttlingen
- 1995          Galerie Ulrich Gering, Frankfurt am Main ;  Galerie im Heppächer, Esslingen ;
- 1997          Galerie Elian Lisart Brüssel
- 1999          "La leçon", rétrospective, Zeppelinmuseum, Friedrichshafen
- 2000          "Hic et Nunc", Galerie im Heppächer, Esslingen
- 2001          Galerie Ulrich Gering, Frankfurt am Main
- 2003          "Auf der Kippe", retrospective, Museum Schloss Salder, Salzgitter ; "Auf der Kippe", Galerie von Braunbehrens, München
- 2004          "Werkübersicht", Städtische Galerien für Technik und Kunst Schorndorf
- 2005          "Der Stand der Dinge", Galerie Schwind Frankfurt am Main ;  Kunstverein Heidenheim
- 2007          "Bitte recht freundlich!", Galerie Schwind, Leipzig

## Expositions collectives
- 1982          Galerie Below, Stuttgart.
- 1984          Galerie Valentien, Stuttgart.
- 1986-1987     Kunstverein, Stuttgart.
- 1987
  - Junge Rheinland - Pfälzer Künstler, association d'art de Ludwigshafen am Rhein
  - Illusions des Sehens - Mairie de Renningen.
  - Kunst nahe gebracht - Mairie de Stuttgart.
- 1988          Kunst und Künstler aus Rheinland - Pfalz, Villa Michels, Andernach.
- 1989          Kunstverein, Stuttgart.
- 1989          Pfalzgalerie, Kaiserslautern, Der Pfalzpreis (Galerie de la Palastina).
- 1993          "39-eme Exposition" du Künstlerbund Baden Württemberg, Kunstverein Heidelberg
- 1994          
  - "Défense de fumées" (avec Roland Topor et M.Bastow) Galerie Vallois, Paris
  - "Die Freude über den gelungenen Kuss", Landratsamt Ulm
- 1995          "De l'art d'Afrique à l'art Moderne, Sistron et Galerie de la Ville de Tuttlingen
- 1999          "Bilderwelten", 10 ans Collection Bankhaus Ellwanger&Geiger, Stuttgart
- 2001          "47-eme Exposition"é du Künstlerbund Baden-Würtemberg, Galerie de la Ville de Karlsruhe
- 2002          "Kunst aus Salzgitter"-Retrospective pour 60-eme anniversaire de la Ville de Salzgitter
- 2004
  - "What you see is what you get!", Kunstverein KISS e.V. Untergröningen
  - "Malerei", Künstlerbund Baden-Württemberg, Kunstverein Stuttgart
  - "Best Off", Kunstverein Stuttgart
- 2005          "Von A bis Z", Künstlerbund Baden Württemberg, Galerie de la Ville de Karlsruhe
- 2006          "Kunst sieht Fussball", Galerie Schlichtenmaier, Stuttgart
- 2007
  - "Figurative Bildwelten, Galerie Schlichtenmaier, Stuttgart
  - "Blickwinkel" Ville de Kitzingen

## Collections
- Land-Baden-Württemberg
- Land-Rbeinland-Pfalz
- Graphothek de la ville de Stuttgart
- Office du travail de la ville d'Ulm
- Nombreuses collections particulières en R.F.A.